# グリーンランドの島の一覧
グリーンランドの島の一覧（グリーンランドのしまのいちらん）を示す。

## 一覧 (面積順)
グリーンランドにある面積が500km2を超える島の一覧。
| 順位 | 島名                         | 面積(km2) | 緯度経度                                                          |
| ---- | ---------------------------- | --------- | ----------------------------------------------------------------- |
| 1    | グリーンランド               | 2,130,800 | 北緯72度00分00秒 西経40度00分00秒 / 北緯72.00000度 西経40.00000度 |
| 2    | ディスコ島                   | 8,612     | 北緯69度45分00秒 西経53度30分00秒 / 北緯69.75000度 西経53.50000度 |
| 3    | ミルネ島                     | 3,913     | 北緯70度41分00秒 西経26度45分00秒 / 北緯70.68333度 西経26.75000度 |
| 4    | トレイル島                   | 3,542     | 北緯72度32分00秒 西経23度10分00秒 / 北緯72.53333度 西経23.16667度 |
| 5    | イメール島                   | 2,437     | 北緯73度09分00秒 西経24度20分00秒 / 北緯73.15000度 西経24.33333度 |
| 6    | ジオグラフィカルソサエティ島 | 1,717     | 北緯72度56分00秒 西経23度05分00秒 / 北緯72.93333度 西経23.08333度 |
| 7    | クレヴァリング島             | 1,535     | 北緯74度16分00秒 西経21度00分00秒 / 北緯74.26667度 西経21.00000度 |
| 8    | ネアーズランド島             | 1,466     | 北緯82度25分00秒 西経46度00分00秒 / 北緯82.41667度 西経46.00000度 |
| 9    | シャノン島                   | 1,258     | 北緯75度10分00秒 西経18度20分00秒 / 北緯75.16667度 西経18.33333度 |
| 10   | サンミッソク                 | 803       | 北緯60度03分10秒 西経43度41分12秒 / 北緯60.05278度 西経43.68667度 |
| 11   | アンマサリク島               | 772       | 北緯65度43分00秒 西経37度35分00秒 / 北緯65.71667度 西経37.58333度 |
| 12   | アルトック島                 | 655       | 北緯69度44分30秒 西経51度08分00秒 / 北緯69.74167度 西経51.13333度 |
| 13   | クーン島                     | 634       | 北緯74度53分00秒 西経20度15分00秒 / 北緯74.88333度 西経20.25000度 |
| 14   | コルデバイ島                 | 616       | 北緯76度22分00秒 西経18度51分00秒 / 北緯76.36667度 西経18.85000度 |
| 15   | ヘンドリック島               | 583       | 北緯82度03分00秒 西経52度46分00秒 / 北緯82.05000度 西経52.76667度 |
| 16   | ウペルニビク島               | 541       | 北緯71度16分00秒 西経52度45分00秒 / 北緯71.26667度 西経52.75000度 |